# Saint-Martin-de-la-Porte
Saint-Martin-de-la-Porte is een gemeente in het Franse departement Savoie (regio Auvergne-Rhône-Alpes) en telt 685 inwoners (2005). De plaats maakt deel uit van het arrondissement Saint-Jean-de-Maurienne.
In Saint-Martin-de-la-Porte ligt de westelijke, Franse tunnelmond van de Mont d'Ambin-basistunnel, de spoortunnel in aanleg van de geplande transalpine hogesnelheidslijn tussen Lyon en Turijn.

## Geografie
De oppervlakte van Saint-Martin-de-la-Porte bedraagt 19,2 km², de bevolkingsdichtheid is 35,7 inwoners per km².
De onderstaande kaart toont de ligging van Saint-Martin-de-la-Porte met de belangrijkste infrastructuur en aangrenzende gemeenten.

## Demografie
Onderstaande figuur toont het verloop van het inwonertal (bron: INSEE-tellingen).